# Panorama pris d'un train en marche
Panorama pris d'un train en marche és una pel·lícula muda francesa en blanc i negre de Georges Méliès estrenada el 1898. És un curtmetratge d'un minut aproximadament i té el número de catàleg 151.

## Sinopsi
La pel·lícula està ambientada en la realitat i mostra el moviment de la càmera que es col·loca en un tren en moviment, des del sostre d'un vagó, a la Gare de Bel-Air-Ceinture. La pel·lícula s'havia d'inspirar en les pel·lícules contemporànies dels germans Lumière, on es pot veure una escena en moviment captada pels trens que surten.